# Mort subite du chêne
En pathologie végétale, la mort subite du chêne, appelée « encre des chênes rouges » au Canada, est une maladie cryptogamique fatale pour diverses espèces de chênes en Amérique du Nord, mais qui affecte aussi d'autres espèces d'arbres et d'arbustes en Amérique du Nord et en Europe.
Cette maladie est causée par un oomycète fongiforme de la famille des Peronosporaceae, Phytophthora ramorum.

## Distribution
En Amérique du Nord, la maladie de la mort subite du chêne a été signalée seulement dans l'ouest des États-Unis, en Californie, dans 15 comtés du centre de l'État (Alamada, Contra Costa, Humbolt, Lake, Los Angeles, Marin, Mendocino, Monterey, Napa, San Francisco, San Mateo, Santa Clara, Santa Cruz, Solano, Sonoma) et dans un comté du sud de l'Oregon (comté de Curry). 
Cependant l'agent pathogène a été signalé dans plusieurs États américains (Californie, Caroline du Sud, Géorgie, Louisiane, Oregon, Tennessee, Washington) ainsi qu'au Canada en Colombie-Britannique, dans des pépinières de plantes ornementales.
En Europe, cet agent pathogène est également présent. Il ne semble pas menacer les espèces européennes de chênes, mais a été signalé sur des Rhododendron et Viburnum, dans les pépinières de nombreux pays : Allemagne, Belgique, Croatie, Danemark, Espagne, Finlande, France, Grèce, Irlande, Italie, Lituanie, Norvège, Pays-Bas, Pologne, République tchèque, Royaume-Uni, Serbie, Slovénie, Suisse, Suède.
Les pays de l'Union européenne ont pris des mesures d'urgence en 2002 pour éviter l'introduction de Phytophthora ramorum et empêcher sa propagation.
En 2010 et 2011, de nouveaux foyers épidémiques affectant le mélèze du Japon (Larix kaempferi) ont été trouvés dans les îles britanniques (Pays de Galles, Irlande du Nord, Écosse). Au Royaume-Uni l'épidémie touchait 1 900 hectares ou 500 000 arbres en 2010.